# Лутига широкоплода
Лутига широкоплода (Atriplex aucheri) — вид рослин з родини щирицевих (Amaranthaceae).

## Морфологічна характеристика
Однорічна трава 30–90 см заввишки. Стебло прямовисне, циліндричне знизу й трохи 4-кутнє зверху, просте або з кількома гілками зверху, гілки тонкі, косо розлогі. Листки зазвичай майже цілокраї, товстуваті, часто з краями, загорнутими на верхню поверхню, на ніжках 1–3 см; листова пластинка від трикутно-стрілкуватої до трикутно-ланцетної форми, 4–10 × 2–8 см, основа від серцеподібної до широко клиноподібної, верхівка зазвичай тупа. Суцвіття — кінцеві волоті. Квітки двостатеві; оцвітина 5-частинна; сегменти лінійно-довгасті; тичинок 5 (або нерозвинені і квітки, що здаються жіночими); насіння горизонтальне, сплющено-кулясте, ≈ 1.5 мм у діаметрі; покриття чорне. Жіночі квітки без оцвітини; насіння вертикальне, зазвичай стиснуто кулясте, 3–4 мм у діаметрі; покриття жовто-коричневе, не блискуче.

## Поширення
Поширений у Євразії від України до Сіньцзяну (Китай).
В Україні вид зростає на солончаках, солонцюватих глинистих схилах — на півдні Степу, морським узбережжям, звичайний; по Дніпру, зрідка.